# 維希內什蒂鄉
45°06′N 25°33′E / 45.100°N 25.550°E
維希內什蒂鄉（羅馬尼亞語：Comuna Vișinești, Dâmbovița），是羅馬尼亞的鄉份，位於該國南部，由登博維察縣負責管轄，面積36平方公里，海拔高度522米，2007年人口2,202，人口密度每平方公里62人。